# Tim Maudlin
Tim William Eric Maudlin (né le 23 avril 1958) est un philosophe des sciences américain dont les travaux portent sur les fondements métaphysiques de la physique et de la logique.

## Éducation et carrière
Maudlin est diplômé de la Sidwell Friends School, (Washington, DC). Il a ensuite étudié la physique et la philosophie à l'Université Yale, et l'histoire et la philosophie des sciences à l'Université de Pittsburgh, où il a obtenu son doctorat en 1986. Il a enseigné pendant plus de deux décennies à l'Université Rutgers avant de rejoindre le Département de philosophie de l'Université de New York en 2010.
Maudlin a également été professeur invité à Harvard et à l'Université Carnegie Mellon. Il est membre du  Foundational Questions Institute de l'Académie Internationale de Philosophie des Sciences, et a reçu la bourse Guggenheim. En 2015, il a été élu membre de l'Académie américaine des arts et des sciences. Depuis 2020, Tim Maudlin est professeur invité à l'Université de la Suisse Italienne.
Tim Maudlin est marié à Vishnya Maudlin. Ils ont deux enfants : Clio et Maxwell.

## Travaux
Son premier livre, Quantum Non-Locality and Relativity (1994), traite des inégalités de Bell et de la tension entre les violations de ces inégalités et la relativité.
Dans Truth and Paradox: Solving the Riddles (2004), Maudlin présente une nouvelle résolution du paradoxe du menteur (par exemple, « cette phrase est fausse ») et à d'autres paradoxes sémantiques qui nécessitent une modification de la logique classique.

Dans The Metaphysics Within Physics (2007), l'idée centrale est que « la métaphysique, en ce qui concerne le monde naturel, ne peut faire mieux que de se refleter  sur la physique ». 
 La métaphysique est ontologie. L'ontologie est l'étude la plus générique de ce qui existe. La preuve de ce qui existe, du moins dans le monde physique, est uniquement fournie par la recherche empirique. Par conséquent, l'objet de la plupart des métaphysiques est l'analyse minutieuse de nos meilleures théories scientifiques (et en particulier des théories de physique fondamentale) dans le but de déterminer ce qu'elles impliquent au sujet de la constitution du monde physique. 
 Maudlin se penche sur des sujets fondamentaux de la cosmologie, faisant valoir que les lois de la nature doivent être considérées comme primitives, et non autre chose, et que le passage et la direction du temps sont fondamentaux. Selon cette théorie, la flèche du temps a une seule direction et le temps est asymétrique, en contradiction avec l'idée de la mécanique quantique de la symétrie du temps et d'autres théories qui niant l'existence du temps, comme le défend le physicien Julian Barbour. 
 Je crois que le fait que le temps passe est un fait fondamental et irréductible de la structure spatio-temporelle du monde. [...] Le passage du temps est une asymétrie intrinsèque dans la structure temporelle du monde, une asymétrie qui n'a pas d'équivalent spatiale. [...] Pourtant, aller sur Mars depuis la Terre n'est pas la même chose qu'aller de la Terre sur Mars. La différence, si vous voulez, est de savoir comment ces suites d'états sont orientées par rapport au temps qui passe. [...] La croyance que le temps passe, en ce sens, n'a aucune incidence sur la question de la « réalité » du passé ou de l'avenir. Je crois que le passé est réel: il y a des faits sur ce qui s'est passé qui sont indépendants de l'état actuel du monde et indépendants de toutes les connaissances ou croyances sur le passé. Je pense également qu'il y a (i.e. qu'il y aura) un unique avenir. Je sais ce que ce serait de croire que le passé est irréel (tout a été créé ex nihilo) et de croire que l'avenir est irréel (c'est-à-dire que tout finira, je n'existerai pas demain). Je ne crois pas ces choses et agirais très différemment si tel était le cas. Dans la mesure où la croyance en la réalité du passé et du futur constitue une croyance en un « univers bloc », je crois en un univers bloc. Mais je crois aussi que le temps passe et je ne vois aucune contradiction ni tension entre ces vues. 
 Maudlin défend son point de vue sur les propositions rivales d'en autres David Lewis et Bas Van Fraassen. Lewis a analysé les lois de la nature comme des généralisations qui figurent dans toutes les systématisations théoriques des vérités empiriques qui combinent au mieux force et simplicité. Maudlin objecte que cette analyse ne prenant pas en compte l'intuition qu'il existe certaines généralisations de ce type qui pourraient ne pas être des lois naturelles, et que nous devrions suivre les scientifiques pour juger du physiquement possible.
Dans Philosophy of Physics: Space and Time (2012), Maudlin détaille les problèmes philosophiques de la relativité à un public profane. Dans New Foundations for Physical Geometry (2014), il propose une nouvelle mathématique de l'espace physique appelée la théorie des structures linéaires,.

### Livres
- Non-localité et relativité quantiques: intimités métaphysiques de la physique moderne . Oxford: Basil Blackwell, 1994; Deuxième édition, 2002; Troisième édition, 2011
- Vérité et paradoxe: résoudre les énigmes . Oxford University Press, 2004
- La métaphysique au sein de la physique . Oxford University Press, 2007
- Philosophie de la physique, volume 1: "Espace et temps". Princeton University Press, 2012
- Philosophie de la physique, tome 2: "Théorie quantique". Princeton University Press, 2019

### Articles
- « Three Roads to Objective Probability », in Probabilities in Physics, édité par Claus Beisbart and Stephan Hartmann, Oxford University Press, p. 293–322 (2011)
- Préface à Quantum Physics Without Quantum Philosophy de Detfel Dürr, Sheldon Golstein et Nino Zanghi, Springer Verlag
- « The Nature of the Quantum State », The Wavefunction, édité par Alyssa Ney et David Albert, Oxford University Press
- « On the Albertian Demon », édité par Barry Loewer, Brad Weslake et Eric Winsberg, Harvard University Press
- « Time and the Geometry of the Universe », in The Future of the Philosophy of Time, édité par Adrian Bardon, Routledge, p. 188–216 (2012)
- Interview in Philosophy of Physics: 5 +1 Questions, édité Juan Ferret et John Symons, Automatic Press, p. 105–111
- « The Geometry of Space-Time », The Aristotelian Society, p. 63–78 (2010)
- « Can the World Be Only Wavefunction? » in Many Worlds?, édité par Jonathan Barrett, Adrian Kent, Simon Saunders et David Wallace, Oxford University Press 2010, p. 121–143
- « What Bell Proved: A Reply to Blaylock », American Journal of Physics 78, vol.1, 121-125 (janvier 2010)
- « Space, Absolute and Relational », Routledge Companion to Metaphysics, édité par Robin LePoidevin,Routledge: London, 2009, p. 420–429
- « Grading, Sorting and the Sorites », Midwest Studies in Philosophy, Volume XXXII 2008, p. 141–168
- « Reducing Revenge to Discomfort » in Revenge of the Liar, édité par J. C. Beall, Oxford: Oxford University Press, 2007, p. 184–196
- « Completeness, Supervenience and Ontology » in The Quantum Universe, édition spéciale de Journal of Physics A: Mathematical and General, Phys. A: Math. Theor. 40 (2007) 3151-3171
- « What Could Be Objective About Probabilities? », Studies in History and Philosophy of Modern Physics 38, 275-91, (juin 2007)
- « Non-Local Correlations » in Quantum Theory: Some Ways the Trick Might be Done, Einstein, Relativity, and Absolute Simultaneity, ed. Quentin Smith et William Lane Craig, Routledge (2007) p. 186–209
- « The Message of the Quantum?», avec M. Daumer, D. Dürr, S. Goldstein, R. Tumulka, et N. Zanghì, in Quantum Mechanics: Are there Quantum Jumps? et On the Present Status of Quantum Mechanics, AIP Conference Proceedings 844, 129-132 (American Institute of Physics, 2006), quant-ph/0604173
- « Time Travel and Modern Physics» (avec Frank Arntzenius), Stanford Encyclopedia of Philosophy, Cambridge University Press, 2002
- « Computation and Consciousness », Journal of Philosophy 86, p. 407–432[10]